# あさゆき (護衛艦)
あさゆき（ローマ字：JS Asayuki, DD-132）は、海上自衛隊の護衛艦。はつゆき型護衛艦の11番艦。艦名は「朝方降る雪」即ち「朝雪」に由来する。なお、艦艇名としては旧海軍通して初の命名である。

## 艦歴
「あさゆき」は、中期業務見積りに基づく昭和57年度計画2,900トン型護衛艦2220号艦として、住友重機械追浜造船所浦賀工場で1983年12月22日に起工され、1985年10月16日に進水、1987年2月20日に就役し、同日付で第3護衛隊群隷下に新編された第45護衛隊に「しまゆき」とともに編入され、佐世保に配備された。
1989年、練習艦「かとり」護衛艦「しまゆき」とともに遠洋練習航海に参加。6月14日に横須賀基地を出港し、南米東岸を巡航したのち11月に横須賀基地に帰港した。
1990年、護衛艦「はるな」等とともに環太平洋合同演習 (RIMPAC) に参加し、ハワイ、サンディエゴ方面に派遣された。
1994年7月1日、護衛艦「はるな」等とともに第27期幹部候補生課程出身初任幹部約100名を乗せて江田島を出港した。ジャカルタ、シンガポール、沖縄勝連に寄港し、8月2日に呉基地に帰投する。
1997年3月24日、隊番号の改正により第45護衛隊が第7護衛隊に改称。
1998年3月20日、第2護衛隊群第2護衛隊に編入。
同年10月16日、佐世保地方隊第23護衛隊に編入。
2006年2月23日、乗員の海曹長の私物パソコンから海上自衛隊の暗号書一覧等の資料が流出したことを防衛庁が公表する。
2008年3月26日、自衛艦隊の大改編により第23護衛隊が第13護衛隊に改称され、護衛艦隊隷下に編成替え。
2010年4月21日午後3時40分頃、太平洋で訓練を行っていた中国人民解放軍海軍の艦隊（10隻）を監視していた際、中国海軍の艦載ヘリが水平距離90m、高度差50mにまで異常接近した。これを受け外務省は21日夕刻東京にある中国大使館に危険行為だと抗議している。
同年10月13日から14日にかけて、護衛艦「いそゆき」とともに大韓民国（釜山）及び同周辺海域において実施された大韓民国主催拡散に対する安全保障構想(PSI)海上阻止訓練に参加した。
2014年3月21日から4月22日にかけて、護衛艦「しらね」と共に平成25年度外洋練習航海（飛行）に参加。
2016年3月15日から5月28日にかけて護衛艦「うみぎり」、潜水艦「はくりゅう」とともにシドニー周辺海域で実施される日豪共同訓練に参加した。
2020年6月17日深夜1時頃、沖縄本島の南東約80 kmの海域において、同海域を西進するロシア海軍のステレグシチーⅡ級フリゲート2隻を確認した。これらの艦艇が沖縄本島と宮古島との間の海域を北上した後、対馬海峡を北東進し、日本海へ向けて航行したことを確認するまでの間、海上自衛隊第14護衛隊所属「せんだい」、第1航空群所属P-1哨戒機、第5航空群所属P-3C哨戒機と共に、所要の情報収集・警戒監視を行った。
2020年11月16日、除籍。最終所属は、護衛艦隊第13護衛隊、定係港は佐世保であった。在籍期間は約33年9か月、総航程は1,077,336浬、総航海時間は75,284時間に及んだ。
退役後、あさゆきの主錨はJR佐世保駅前の商業施設「えきマチ1丁目佐世保」でモニュメントとして展示されている。

### 歴代艦長
| 代 | 氏名       | 在任期間                | 出身校・期        | 前職                           | 後職                              | 備考                 |
| -- | ---------- | ----------------------- | ----------------- | ------------------------------ | --------------------------------- | -------------------- |
| 01 | 土手義孝   | 1987. 2.20 - 1988. 2.23 | 防大8期           | あさゆき艤装員長               | 横須賀地方総監部管理部            |                      |
| 02 | 本多宏隆   | 1988. 2.24 - 1990. 8.23 | 防大14期          | 舞鶴地方総監部防衛部           | 海上自衛隊東京業務隊付            | 1989.7.1 1等海佐昇任 |
| 03 | 加藤正治   | 1990. 8.24 - 1992. 3.24 |                   | あきぐも艦長                   | 運用開発隊運用開発第2科長         |                      |
| 04 | 廣瀬美津男 | 1992. 3.25 - 1994. 8. 4 | 防大17期          | たかつき砲雷長 兼 副長         | 佐世保地方総監部管理部総務課長    |                      |
| 05 | 武田憲一   | 1994. 8. 5 - 1996. 8.19 | 防大17期          | よしの艦長                     | 第2海上訓練指導隊砲術科長         |                      |
| 06 | 花水勇人   | 1996. 8.20 - 1998. 3.22 | 防大18期          | 海上自衛隊幹部候補生学校教官   | 海上自衛隊第1術科学校総務課長     |                      |
| 07 | 吉田 明    | 1998. 3.23 - 1999. 3.31 | 防大21期          | あおくも艦長                   | プログラム業務隊プログラム第2科長 |                      |
| 08 | 久保克己   | 1999. 4. 1 - 2001. 3.22 | 防大24期          | やまぎり船務長 兼 副長         | 海上自衛隊幹部学校付              |                      |
| 09 | 奥村廣男   | 2001. 3.23 - 2002.10.27 |                   | のと艦長                       | 佐世保基地業務隊補充部付          |                      |
| 10 | 下 淳市    | 2002.10.28 - 2003. 8.17 | 防大31期          | 海上幕僚監部防衛部防衛課       |                                   |                      |
| 11 | 大川 努    | 2003. 8.18 - 2004. 8.18 | 防大32期          | さわかぜ副長                   |                                   |                      |
| 12 | 鹿野貞喜   | 2004. 8.19 - 2005.10.23 | 生徒17期          | 横須賀海上訓練指導隊           |                                   |                      |
| 13 | 中釜義之   | 2005.10.24 - 2006. 3. 9 | 防大30期          | かしま副長                     | 佐世保地方総監部防衛部付          |                      |
| 14 | 川村利明   | 2006. 3.10 - 2007. 3.29 | 広島大・ 38期幹候 | 海上幕僚監部防衛部指揮通信課   | 護衛艦隊司令部幕僚                |                      |
| 15 | 柴田公雄   | 2007. 3.30 - 2008. 7.31 | 防大26期          | ときわ副長                     | さわぎり艦長                      |                      |
| 16 | 久米健二   | 2008. 8. 1 - 2009. 9.23 | 防大25期          | 防衛医科大学校学生課長補佐     | 海上自衛隊第1術科学校主任教官     |                      |
| 17 | 藤井健志   | 2009. 9.24 - 2010.12.19 | 防大33期          | ときわ副長                     | 護衛艦隊司令部幕僚                |                      |
| 18 | 林 泰弘    | 2010.12.20 - 2012. 9.11 | 防大30期          | 指揮通信開発隊システム第1科長  | 艦艇開発隊艦艇第1科長             |                      |
| 19 | 西山高広   | 2012. 9.12 - 2013. 9. 9 | 防大39期          | みょうこう船務長 兼 副長       | 海上幕僚監部防衛部防衛課          |                      |
| 20 | 小形利男   | 2013. 9.10 - 2014. 8. 3 | 防大33期          | 大湊海上訓練指導隊船務航海科長 | 佐世保地方総監部管理部総務課長    |                      |
| 21 | 渡邉達也   | 2014. 8. 4 - 2015. 7.30 |                   | 海上幕僚監部人事教育部厚生課   | 海上自衛隊幹部学校付              |                      |
| 22 | 國分一郎   | 2015. 7.31 - 2016.7.31  |                   | 情報本部総務部人事教育課       | 大湊地方総監部管理部              |                      |
| 23 | 大島輝久   | 2016.8.1 - 2017.7.31    | 防大38期          | 海上幕僚監部防衛部防衛課       | 佐世保海上訓練指導隊砲雷科長      |                      |
| 24 | 江澤斎高   | 2017.8.1 - 2018.7.31    | 防大40期          | 統合幕僚監部運用部運用第3課    | 護衛艦隊司令部                    |                      |
| 25 | 三浦宏幸   | 2018.8.1 - 2019.8.4     | 防大44期          | こんごう砲雷長 兼 副長         | 自衛艦隊司令部                    |                      |
| 26 | 中永浩幸   | 2019.8.5 - 2020.11.16   |                   | ときわ副長 兼 運用長           | 海上幕僚監部総務部総務課          |                      |

## ギャラリー

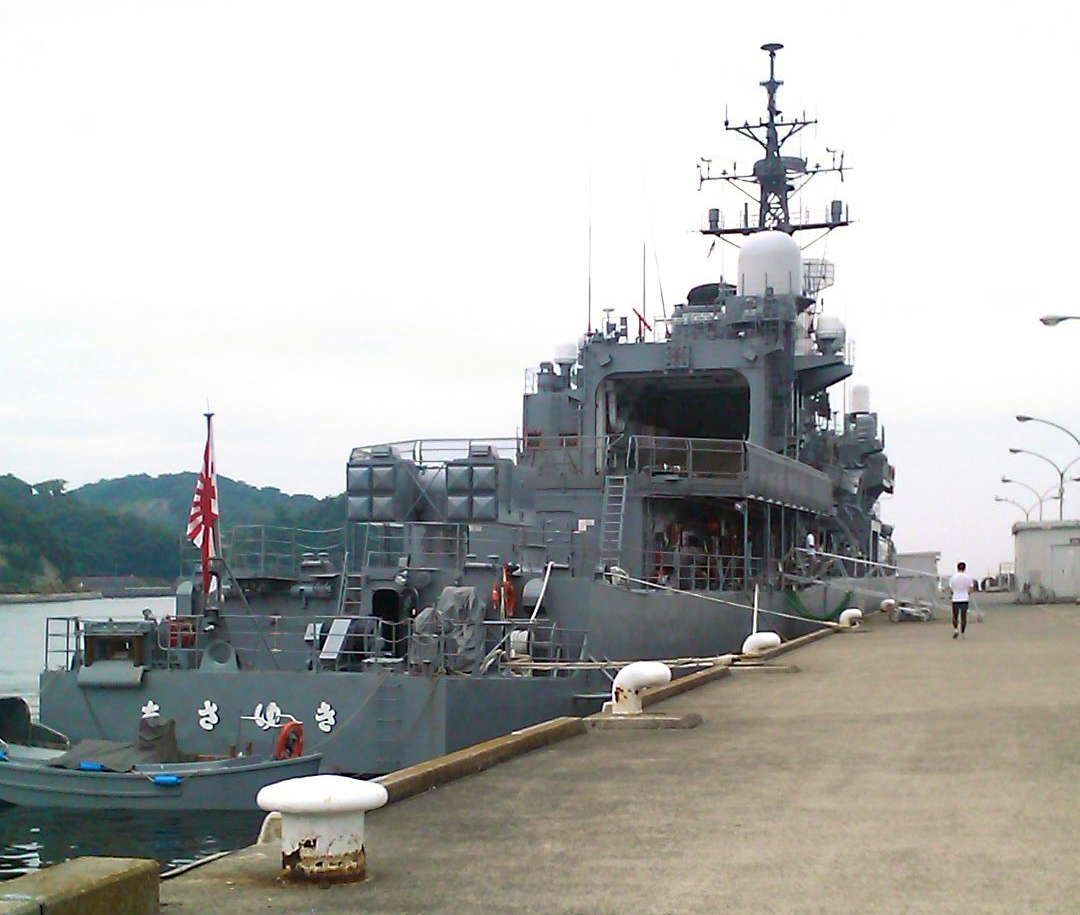
横須賀・吉倉桟橋Y-4バースに係留中。
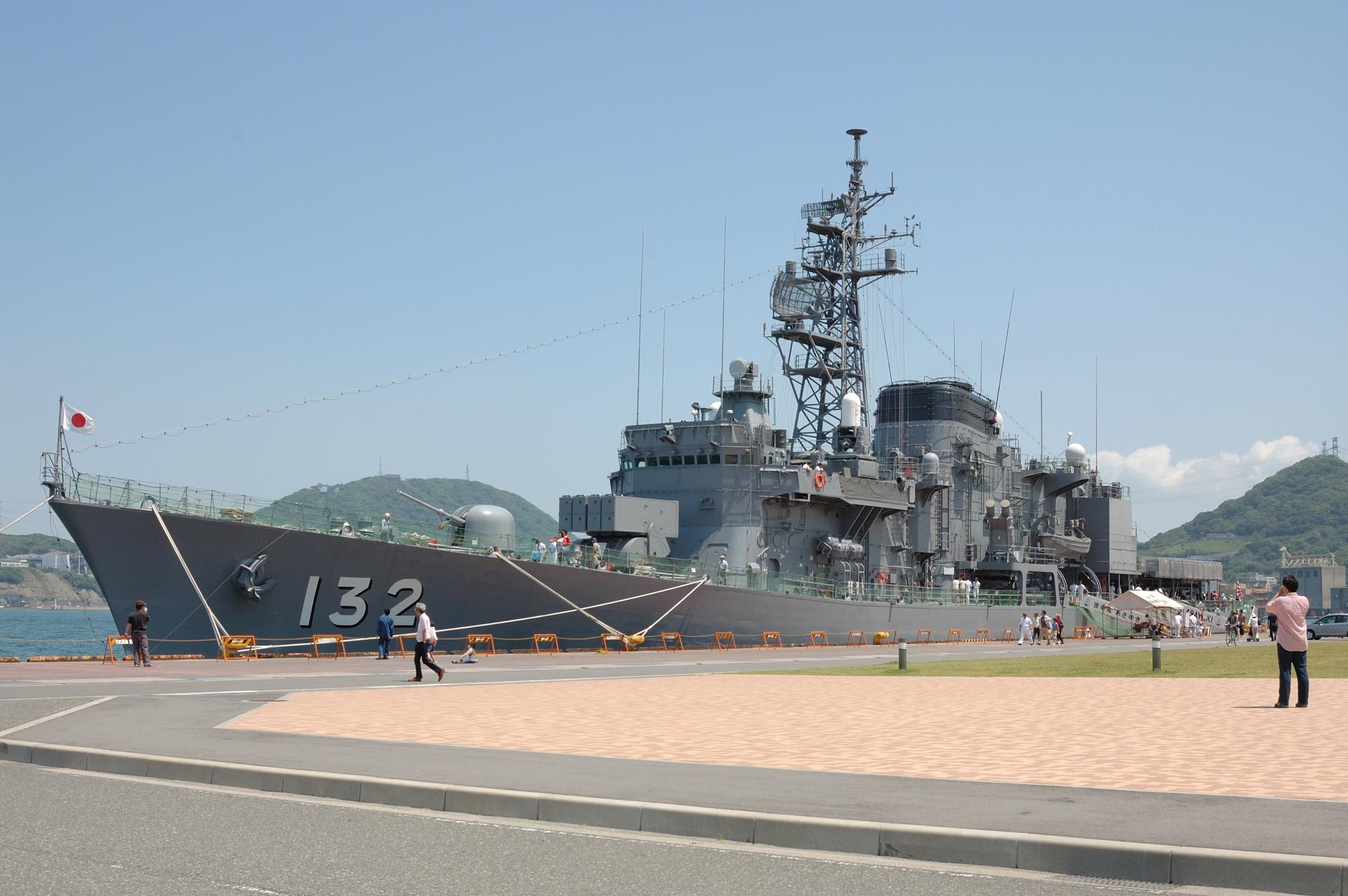
門司港にて（2004年5月22日）
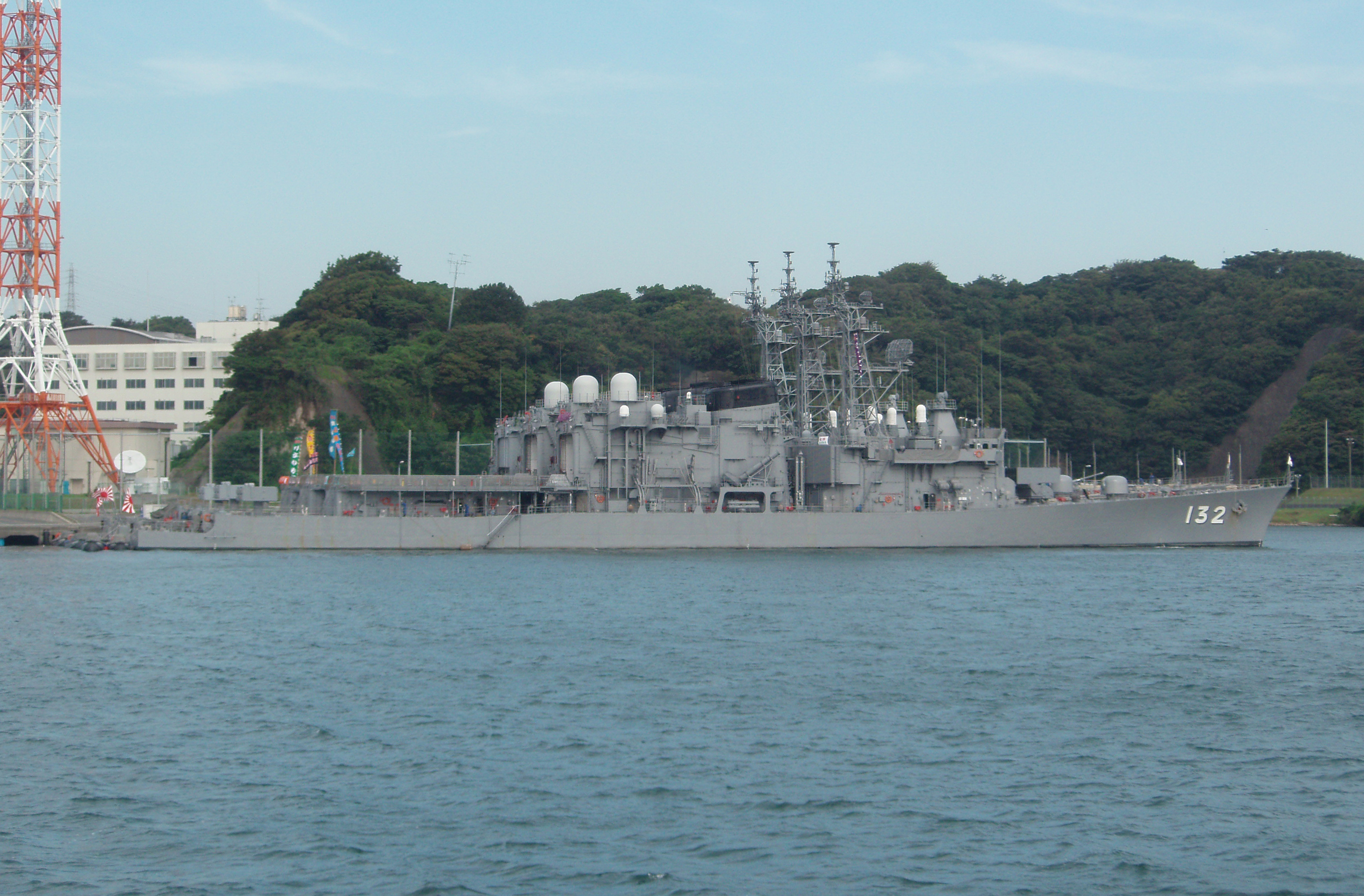
平成19年横須賀船越にて
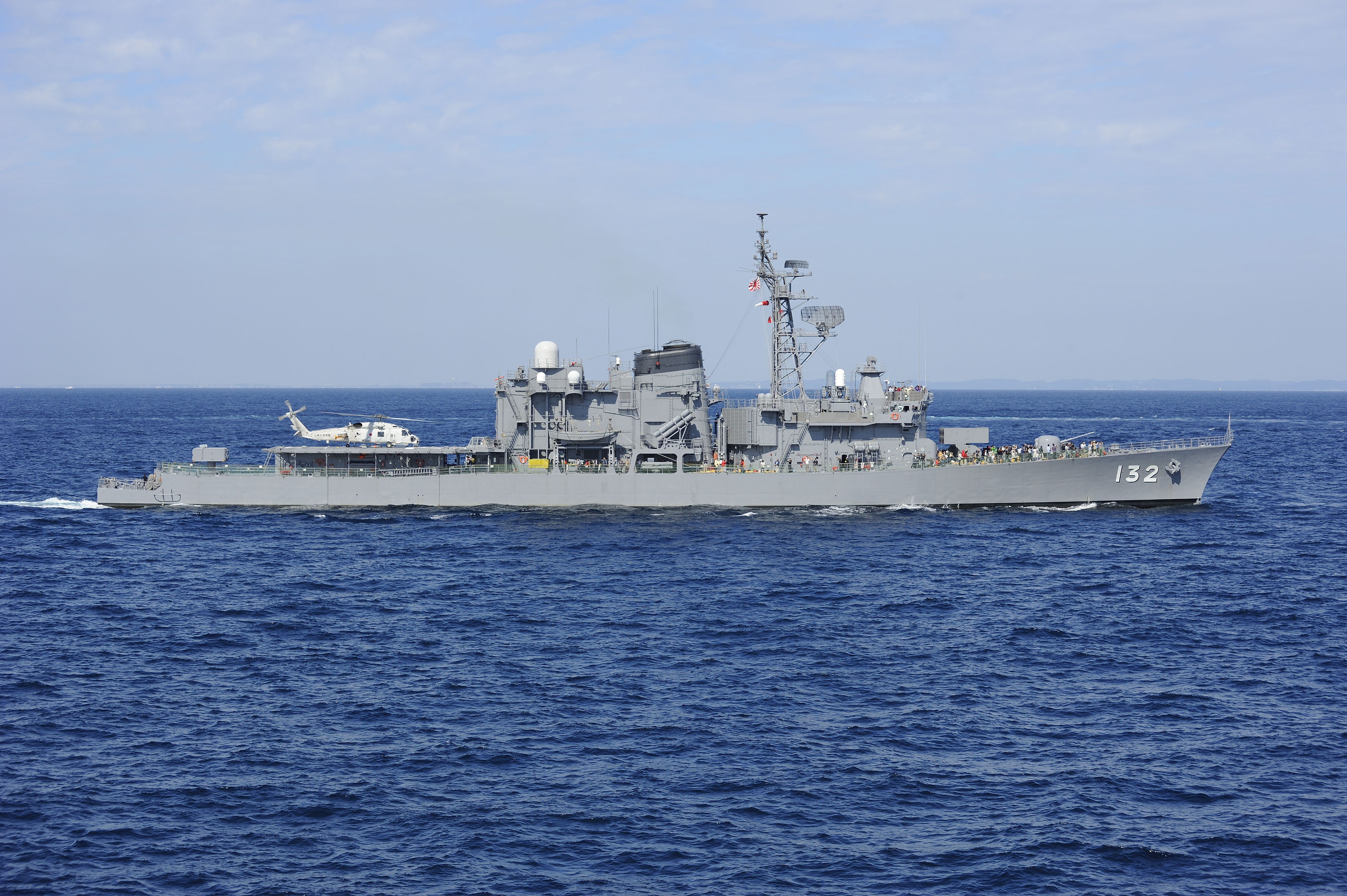
平成24年度 自衛隊観艦式予行